# Hszingtaj
Hszingtaj (egyszerűsített kínai írással: 邢台, pinjin: Xíngtái) prefektúra szintű város Kínában, Hopej tartományban. Lakosainak száma 7 111 106 fő (2020).

## Népesség
| Lakosok száma | 6 645 766 | 7 104 103 | 7 111 106 |
|               | 2000      | 2010      | 2020      |